# Ангелік ван дер Мет
Ангелік ван дер Мет (нід. Angelique van der Meet; нар. 20 лютого 1991) — колишня нідерландська тенісистка.
Найвищу одиночну позицію світового рейтингу — 228 місце досягла 5 серпня 2013, парну — 319 місце — 24 червня 2013 року.
Здобула 4 одиночні та 3 парні титули туру ITF.

## Фінали ITF

### Одиночний розряд: 11 (4–7)
| Легенда          |
| ---------------- |
| турніри $100,000 |
| турніри $75,000  |
| турніри $50,000  |
| турніри $25,000  |
| турніри $10,000  |

| Фінали за покриттям |
| ------------------- |
| Тверде (0–0)        |
| Ґрунт (4–7)         |
| Трава (0–0)         |
| Килим (0–0)         |

| Результат | Ранг | Дата            | Турнір                     | Покриття | Суперниця         | Рахунок     |
| --------- | ---- | --------------- | -------------------------- | -------- | ----------------- | ----------- |
| Поразка   | 1.   | 25 серпня 2009  | ITF Енсхеде, Нідерланди    | Ґрунт    | Рішель Гогеркамп  | 0–6, 3–6    |
| Поразка   | 2.   | 1 вересня 2009  | ITF Алмере, Нідерланди     | Ґрунт    | Кікі Бертенс      | 2–6, 4–6    |
| Перемога  | 1.   | 8 червня 2010   | ITF Апелдорн, Нідерланди   | Ґрунт    | Кікі Бертенс      | 7–5, 6–3    |
| Поразка   | 3.   | 15 червня 2010  | ITF Алкмар, Нідерланди     | Ґрунт    | Марселла Кук      | 3–6, 3–6    |
| Перемога  | 2.   | 19 липня 2010   | ITF Кнокке, Бельгія        | Ґрунт    | Софі Оєн          | 6–2, 6–0    |
| Перемога  | 3.   | 30 серпня 2010  | ITF Мідделбург, Нідерланди | Ґрунт    | Леслі Керкгове    | 6–1, 6–3    |
| Перемога  | 4.   | 25 червня 2012  | ITF Бреда, Нідерланди      | Ґрунт    | Аньєзе Цуккіні    | 6–2, 6–4    |
| Поразка   | 4.   | 20 серпня 2012  | ITF Шарлеруа, Бельгія      | Ґрунт    | Анна-Лена Фрідзам | 4–6, 6–7(5) |
| Поразка   | 5.   | 17 вересня 2012 | ITF Добрич, Болгарія       | Ґрунт    | Анне Шефер        | 2–6, 2–6    |
| Поразка   | 6.   | 1 липня 2013    | ITF Мідделбург, Нідерланди | Ґрунт    | Ірена Павлович    | 3–6, 4–6    |
| Поразка   | 7.   | 30 червня 2014  | ITF Мідделбург, Нідерланди | Ґрунт    | Євгенія Родіна    | 5–7, 5–7    |

### Парний розряд: 5 (3–2)
| Легенда          |
| ---------------- |
| турніри $100,000 |
| турніри $75,000  |
| турніри $50,000  |
| турніри $25,000  |
| турніри $10,000  |

| Фінали за покриттям |
| ------------------- |
| Тверде (0–0)        |
| Ґрунт (3–2)         |
| Трава (0–0)         |
| Килим (0–0)         |

| Результат | Ранг | Дата           | Турнір                     | Покриття | Партнерка            | Суперниці                                          | Рахунок             |
| --------- | ---- | -------------- | -------------------------- | -------- | -------------------- | -------------------------------------------------- | ------------------- |
| Перемога  | 1.   | 19 липня 2010  | ITF Кнокке, Бельгія        | Ґрунт    | Бернісе ван де Велде | Еліне Буйкенс Ніккі Ван Дейк                       | 6–1, 6–3            |
| Поразка   | 1.   | 30 серпня 2010 | ITF Мідделбург, Нідерланди | Ґрунт    | Бернісе ван де Велде | Квірін Лемуан Сабіне ван дер Сар                   | 1–6, 0–6            |
| Поразка   | 2.   | 2 липня 2012   | ITF Мідделбург, Нідерланди | Ґрунт    | Бернісе ван де Велде | Намігата Дзюнрі Сема Юріка                         | 3–6, 1–6            |
| Перемога  | 2.   | 1 квітня 2013  | ITF Джексон, США           | Ґрунт    | Ілона Кремінь        | Марія Фернанда Альварес Теран Вероніка Сепеде Ройг | 6–3, 6–4            |
| Перемога  | 3.   | 30 червня 2014 | ITF Мідделбург, Нідерланди | Ґрунт    | Бернісе ван де Велде | Вероніка Кудерметова Євгенія Родіна                | 7–6(4), 3–6, [10–5] |

## Участь у Кубку Федерації

### Парний розряд
| Розіграш                                         | Стадія | Дата          | Місце          | Супротивник | Покриття | Партнерка     | Суперниці               | W/L      | Рахунок  |
| ------------------------------------------------ | ------ | ------------- | -------------- | ----------- | -------- | ------------- | ----------------------- | -------- | -------- |
| Кубок Федерації 2013 зона Європа/Африка, група I | R/R    | 9 лютого 2013 | Ейлат, Ізраїль | Люксембург  | Тверде   | Бібіана Схофс | Анна Кремер Клодін Шоль | Перемога | 6–2, 6–3 |